# جزيرة الحب
جزيرة الحب هي جزيرة تقع قبالة البحر الأدرياتيكي بين جزيرة Pašman و مدينة Turanj في كرواتيا. وتعتبر واحدة من العوالم القليلة التي تكونت بشكل طبيعي على شكل قلب. الجزيرة لديها مساحة 0.132 كم مربع، مع شاطئ 1.55 كم طولا. تتميز الجزيرة بقمتين، الاعلى يرتفع 36 مترا فوق مستوى سطح البحر. حازت الجزيرة على الكثير من الاهتمام بعدما ابرزت في برنامج جوجل إيرث في فبراير 2009.